# Triade Volleybal Combinatie Tilburg
Triade Volleybal Combinatie Tilburg (Triade VCT) is een volleybalclub in de Nederlandse stad Tilburg. Zij is op dit moment de grootste volleybalclub in de omgeving van Tilburg. De club telt zeven herenteams en zes damesteams. Er zijn ook tal van jeugdteams die vele successen hebben behaald op de Nederlandse Kampioenschappen.
Triade VCT is een combinatie tussen twee Tilburgse verenigingen; MWVC(Minenco Willem II Volleybal combinatie) en RKVC Odulphus. De club bestaat sinds 2005 en kende sinds haar oprichting positieve en minder positieve ontwikkelingen. Daarbij horen uiteraard de promoties van Heren 1. Onder leiding van trainer/coach Bojan Samardzic, promoveerde Heren 1 naar de regiodivisie in het seizoen 2005/2006 en het seizoen daarop naar de tweede divisie. Een negatieve ontwikkeling was de degradatie in het seizoen 2007/2008, waar er ondanks een behoorlijk puntenaantal van meer dan 40 punten werd verloren tijdens het laatste promotie/degradatie duel. In het seizoen 2009/2010 werd een plek in de 2e divisie opnieuw afgedwongen. In het seizoen 2010/2011 nam Ronald Vermeulen het stokje van Bojan Samardzic over.
Het 1e damesteam speelt sinds de oprichting in de regiodivisie, daarin wordt ieder jaar meegedaan om promotie naar de tweede divisie. Het is echter nog niet gelukt om als kampioen het seizoen af te sluiten, of als winnaar uit de P/D wedstrijden te komen.
Ook in de jeugdteams vinden successen plaats. Er werden verschillende Nederlandse kampioenschappen behaald. Zo werd het jongens B  team in 2009 Nederlands kampioen in Apeldoorn. Het jongens A team werd Nederlands kampioen op gras in Sint Anthonis. De finaleronde bij de junioren is verschillende opeenvolgende seizoenen bereikt. 
Met de recreantenteams werden ook successen geboekt. Verschillende jaren werd een Triade-team Nederlands kampioen bij de recreanten. 

## Seniorenteams
| Herenteams              | Damesteams              |
| ----------------------- | ----------------------- |
| Heren 1; Tweede divisie | Dames 1; Regiodivisie   |
| Heren 2; Regiodivisie   | Dames 2; Promotieklasse |
| Heren 3; Eerste klasse  | Dames 3; Eerste klasse  |
| Heren 4; Eerste klasse  | Dames 4; Tweede klasse  |
| Heren 5; Tweede klasse  | Dames 5; Tweede klasse  |
| Heren 6; Tweede klasse  | Dames 6; Derde klasse   |
| Heren 7; Derde klasse   |                         |

| Heren recreanten       | Dames recreanten       |
| ---------------------- | ---------------------- |
| Heren 1; Eerste klasse | Dames 1; Eerste klasse |
| Heren 2; Eerste klasse | Dames 2; Tweede klasse |
|                        | Dames 3; Eerste klasse |
|                        | Dames 4; Eerste klasse |
|                        | Dames 5; Tweede klasse |
|                        | Dames 6; Derde klasse  |

## Jeugdteams
| Jongens                  | Meisjes                                            |
| ------------------------ | -------------------------------------------------- |
| Jongens A; Topklasse     | Meisjes A; Eerste Klasse                           |
| Jongens B; Eerste Klasse | Meisjes B; Topklasse, Eerste klasse, Eerste klasse |
| Jongens C; Eerste klasse | Meisjes C; Eerste klasse, Eerste klasse            |